# Webnografie
Webnografie ist ein vom Soziologen Jörg Strübing geprägter Begriff, der einen methodologischen Ansatz in den Sozialwissenschaften bezeichnet. Webnografie setzt sich aus Web (Kurzform für World Wide Web) und Ethnografie zusammen.

## Webnografie als Forschungsmethode
Webnografie ist eine in den qualitativ forschenden Sozialwissenschaften wie Kulturanthropologie, Europäische Ethnologie, Volkskunde und anderen eingesetzte Forschungsmethode. Der Forschungsgegenstand und die wissenschaftliche Fragestellung haben in irgendeiner Weise immer mit dem Internet zu tun (z. B. Internet-Communitys). Der webnografische Ansatz plädiert allerdings dafür, soziale und kulturelle Praktiken im Umgang mit dem Internet zu erforschen ohne dabei die Handlungsbezüge außer Acht zu lassen, in denen die Interaktionen mit dem Internet geschehen. Dies bedeutet, dass für die Erforschung einer Internet-Community das Offline-Verhalten genauso wichtig ist wie die online ablaufenden Interaktionen. Ganz explizit weist Strübing darauf hin, dass es nicht ausreiche, online Daten zu sammeln und diese unverbunden mit der Offline-Welt auszuwerten und zu interpretieren.
Damit spricht sich Strübing gegen pseudo-ethnografische Forschungsmethoden wie z. B. der Netnografie aus, die sich als Methode auf die Erforschung von Online-Aktivitäten beschränkt, meist um das innovative Potential von Online-Communitys für Unternehmen zu nutzen. Hiermit unterlässt Strübing allerdings – so seine Opponenten – die Kenntnisnahme von Forschungsbeiträgen, die methodisch sowohl on- und offline-fundiert sind und weder-noch das innovative Potential von Online-Communities aus Unternehmenssicht als Forschungsziel erklären.